# Ikara

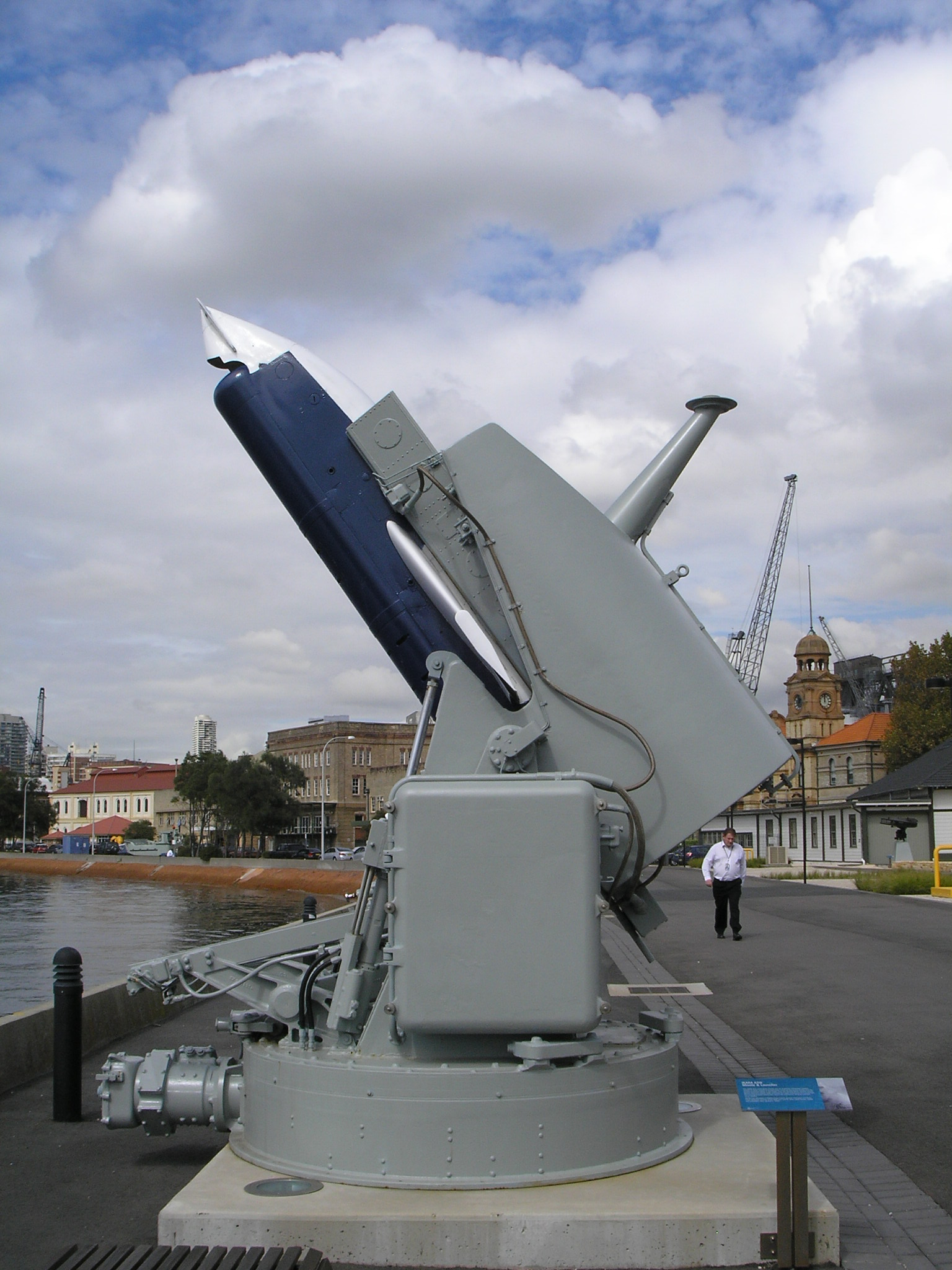
Komplet Ikara v muzejní expozici

Ikara byla australská námořní protiponorková zbraň dopravující samonaváděcí protiponorkové torpédo. Vývoj systému byl iniciován australskou vládou, probíhal však ve spolupráci s britskou společností British Aerospace. Řízená střela byla schopna velkou rychlostí donést lehké samonaváděcí protiponorkové torpédo do vzdálenosti 19 km od mateřské lodi a zde napadnout nepřátelskou ponorku (koncepce tak byla podobná systémům ASROC a Malafon).

## Charakteristika
Střela Ikara byla při startu poháněna urychlovacím raketovým motorem a za letu udržovací raketou. Odpálena byla ve směru předpokládaného cíle, přičemž během letu mohly být rádiovými povely prováděny korekce kurzu střely. Když se střela dostala do oblasti cíle, odhodila své torpédo, které spadlo do moře stabilizované a brzděné pomocí padáku. Zatímco střela pokračovala v letu mimo operační oblast, samotné torpédo po vstupu do vody automaticky vyhledalo a napadlo nepřátelskou ponorku.

## Uživatelé

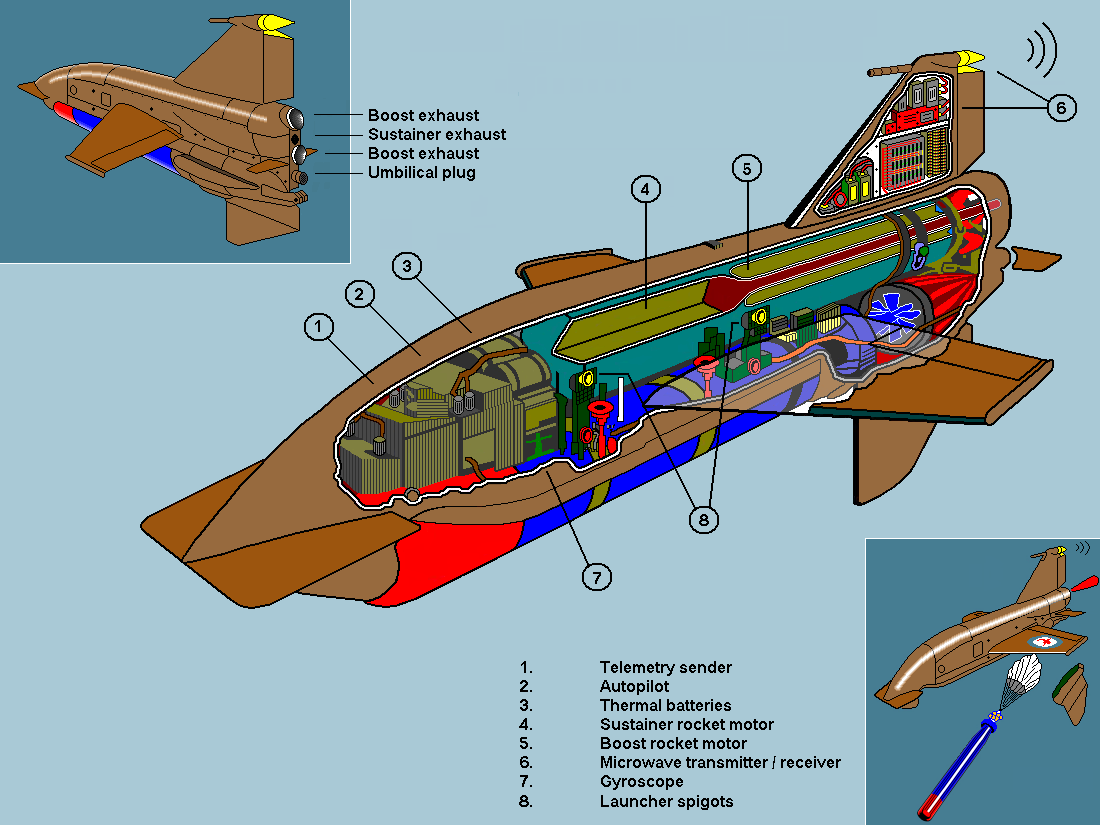
Schéma střely Ikara

- Austrálie – Australské námořnictvo systém zavedlo u dvou svých tříd válečných lodí. Tři raketové torpédoborce třídy Perth nesly po dvou vypouštěcích zařízeních se zásobou 24 střel. Šest fregat třídy River neslo po jednom systému se zásobou 24 střel.
- Brazílie – Brazilské námořnictvo systém nasadilo u čtyř svých fregat protiponorkové varianty třídy Niterói. Jednalo se o fregaty Niterói, Defensora, Constituição a Liberal, nesoucí jedno vypouštěcí zařízeni se zásobou 10 střel Ikara.
- Nový Zéland – Novozélandské královské námořnictvo provozovalo jako HMNZS Southland původně britskou fregatu HMS Dido třídy Leander.
- Velká Británie – Britské královské námořnictvo zavedlo systém na dvou svých třídách. Osm fregat třídy Leander dostalo během modernizace jedno odpalovací zařízení se zásobou 14 střel. Jediný postavený torpédoborec třídy Bristol dostal jedno vypouštěcí zařízení se zásobou 20 střel (jiný pramen uvádí 32).